# Aframomum elliottii
Aframomum elliottii là một loài thực vật có hoa trong họ Gừng. Loài này được (Baker) K.Schum. mô tả khoa học đầu tiên năm 1904.